# District de Huaiyin (Jinan)
Pour les articles homonymes, voir Huaiyin.
Le district de Huaiyin (槐荫区 ; pinyin : Huáiyīn Qū) est une subdivision administrative de la province du Shandong en Chine. Il est placé sous la juridiction de la ville sous-provinciale de Jinan.